# Rejsen til isens indre
|  | Denne artikel er oprettet af botten Steenthbot ud fra en ekstern database. Den kan derfor have sproglige fejl eller mangler. Denne skabelon kan fjernes efter kontrol af indholdet. |

Rejsen til isens indre er en dansk dokumentarfilm fra 2022 instrueret af Lars Henrik Ostenfeld.

## Handling
'Rejsen til isens indre' er en opdagelsesrejse ud i de enorme ismasser, der vil ændre livet, som vi kender det på hele Jorden. Det er en dokumentar om videnskab, natur og eventyr – om de forskere, der har dedikeret deres liv til at udforske den hemmelighed om fremtiden, som isen gemmer på.
Instruktøren rejser med tre af verdens førende glaciologer på banebrydende, videnskabelige ekspeditioner på den grønlandske indlandsis. Den seje, legendariske Dorthe Dahl-Jensen, den følsomme, politisk engagerede Jason Box og den vovede, frygtløse Alun Hubbard. De tre deler overbevisningen om, at klimaforskning ikke kun kan bygges på satellitmålinger og computermodeller. Forskerne må være der, hvor ændringerne sker, for at nå pålidelige resultater. Alle tre forsøger de at besvare et af vor tids vigtigste spørgsmål: Hvor hurtigt smelter isen?

## Medvirkende
- Dorthe Dahl-Jensen
- Alun Hubbard
- Jason Box